# Collaltino di Collalto
Collaltino di Collalto (Susegana, 22 maggio 1523 – 1569) è stato un militare e poeta italiano.

## Biografia
Nacque nel castello di San Salvatore, proprietà della sua antica e potente famiglia trevigiana, dal conte Manfredo e da Bianca Maria Vinciguerra, poetessa. Come molti celibi dell'epoca, fu indirizzato al mestiere delle armi (sotto la guida di Alfonso d'Avalos) e, al contempo, ebbe una buona formazione letteraria. Una sua raccolta di poesie fu stampata dal Giolito nel 1545 e, di nuovo, nel 1549.
Si trattava dunque di un personaggio colto e raffinato, ben inserito negli ambienti letterari veneziani. Lodi gli vennero dall'Aretino (che, peraltro, era padrino di battesimo del fratello minore di Collaltino, Vinciguerra, più tardi abate di Nervesa), mentre Ludovico Dolce e Lodovico Domenichi gli dedicarono alcune opere; finanziò Ortensio Lando e Marco della Fratta lo inserì nel suo Dialogo della nobiltà; altro suo grande estimatore (nonché suo segretario) fu Giuseppe Betussi, che lo celebrò nel Raverta.
Nel 1543 intrattenne rapporti con Camillo Caula, capitano al servizio di Francesco I di Francia, e, in una lettera di Edward Harvel a Enrico VIII, si legge che il Collalto era interessato a mettersi al servizio del re d'Inghilterra dopo averne apprezzato la cortesia durante un soggiorno a Londra. Nel 1545 partì effettivamente per la Gran Bretagna assieme al Betussi. Nel 1548 è a Venezia, sconfortato per una delusione d'amore a causa di una certa Elena.
Sul finire dello stesso anno comincia a partecipare alle riunioni nel salotto di Gaspara Stampa. La poetessa provò un profondo amore per il Collalto che le ispirò la stesura della celebri Rime, ma la relazione fu assai travagliata: già nell'estate del 1549 lui la lasciava per raggiungere Parigi e fu al seguito di Enrico II durante l'assedio a Boulogne-sur-Mer, roccaforte inglese. Nel novembre, Collaltino tornò a Venezia, per ritirarsi poi a Lendinara. Solo alla fine del 1550 tornò a San Salvatore con la Stampa, ma nel 1551 partecipava alla guerra di Parma al fianco di Orazio Farnese. Il 18 luglio, tentando una sortita da Mirandola per raggiungere Parma, veniva imprigionato da Vincenzo de' Nobili e Alessandro Vitelli. Probabilmente è in quest'anno che si chiude l'esperienza amorosa con la poetessa.
In una lettera del 3 marzo 1552, François de Tournon riferiva che il Collalto era ancora disponibile a combattere al seguito del re di Francia. Risulta a capo di duecento uomini giunti in soccorso dei ribelli senesi contro la guarnigione spagnola. Non si sa, invece, se abbia partecipato alla battaglia di Marciano e alla difesa di Montalcino.
Nel 1557 sposò Giulia Torelli di Cassei da cui ebbe due figli, Furio Camillo e Pirro.
Nel 1558, entrato nel territorio della Serenissima alla testa di un'armata, fu condannato all'esilio per tradimento e fu costretto a rifugiarsi dai Gonzaga a Mantova. Pare che il Collalto, mosso da aspri rancori, intendesse attaccare i parenti.